# Captain Morgan

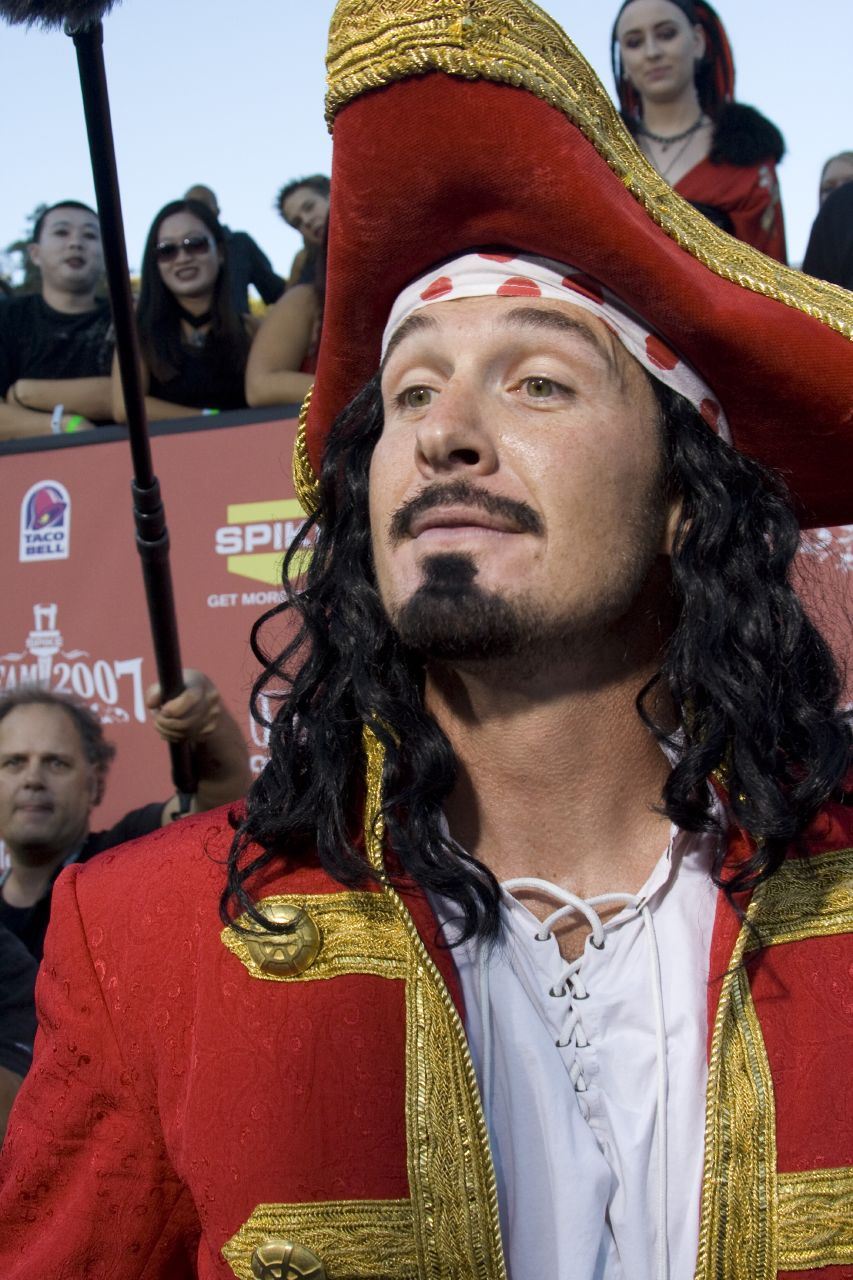
En skådespelare utklädd till Captain Morgan på en tillställning sponsrad av företaget.

Captain Morgan är en romtillverkare, som tagit sitt namn av sir Henry Morgan, en kapare i Engelska kronans tjänst, verksam i Karibien. Företaget har sin bas i Puerto Rico.
År 1674 adlades Henry Morgan och blev guvernör på Jamaica, där han 1680 började tillverka rom. 1944 bildade det kanadensiska företaget Joseph E Seagram & Sons rommärket Captain Morgan Rum Company, som till största delen framställde mörk rom. På 50-talet tillförde man en ljus rom till sortimentet på grund av förändrad smak bland konsumenterna då drinken Cuba Libre blivit väldigt populär.
Traditionellt sålde märket väldigt bra i Storbritannien, Kanada, Sydafrika och 30 andra länder, men var inte särskilt stort i USA. Det var inte förrän man introducerade sin Original Spiced Rum i USA 1983 som märket fick sitt genombrott där. Nu är man det fjärde största spritmärket i USA.
I hela världen är Captain Morgan det elfte största märket, räknat i antal sålda liter. 2005 sålde man c:a 6,5 miljoner 9-liters lådor med rom. Numera ägs företaget av sprittillverkaren Diageo plc, som bland annat äger märkena Guinness, Smirnoff och Baileys.
Deras största marknader:
1. USA
2. Kanada
3. Storbritannien
4. Sydafrika
5. Internationell Taxfree

## Romvarianter
Ett S inom parentes betyder att varianten finns i Systembolagets sortiment.
- White Rum - ljus rom, säljs endast i Kanada.
- Gold Rum - gyllene rom, säljs endast i Kanada.
- Black Label - mörk rom. (S)
- Spiced Gold - gyllene rom smaksatt med kryddor. (S)
- Parrot Bay - ljus romlikör smaksatt med mango, ananas (S) , passionsfrukt (S) eller kokos.
- Tattoo Black Spiced - mörk smaksatt rom.
- Private Stock - mörk lagrad rom.
- Deluxe - mörk lagrad rom, säljs endast i Kanada.